# Szarkádi-üreg
A Szarkádi-üreg a Tihanyi-félszigeten, a Balaton-felvidéki Nemzeti Park területén található egyik barlang.

## Leírás
A Szarkádi-tető közepén lévő nagy forráskúp D-i részében, nagyjából 184 m tengerszint feletti magasságban található. Megközelíthető a sárga jelzésű turistaösvényen a Szarkád-tetői-barlangig, majd ettől É-ÉNy felé letérve, kb. 100 m megtétele után nyílik az üreg. A barlang a forráskúp DK-i, lealacsonyodó részében van.
A 4,2 m széles és 70–160 cm magas, ívelt bejárata K felé néz. A bejárat előterében beszakadás van, melynek törmelékfelszínén nagyobb kövek is előfordulnak. A beszakadásból, az azt ívelten körülfogó bejáratból, valamint a barlang bejárat íveltségét követő jelenlegi formájából arra lehet következtetni, hogy a ma ismert barlang csak maradványa egy korábbi nagyobb barlangnak. E feltevést erősíti az is, hogy a barlang feküjét alkotó törmelék mindenütt befelé lejt, a legmélyebb helyek a bejárattal szemközti falak tövében vannak. A barlang hossza a bejárattól a legtávolabbi falig 2,5 m (Bertalan Károly szerint 2 m), az íve középvonalában mért szélessége 10 m, legnagyobb magassága 160 cm (Bertalan Károly szerint 3 m), de átlagos magassága csak 70 cm körüli. Térfogata kb. 8 m³.
A barlangot befoglaló kőzet meszes hidrokvarcit. Hidrotermális oldódással kialakult üreg, amit az oldalfalak és a mennyezet üstös oldásformái is alátámasztanak. Jelenlegi előtere másodlagosan (esetleg a bányászás következtében) szakadt le, a hajdani barlangnak jelentős részét összedöntve. Alját laza törmelékből álló inkasszió alkotja. Klímája a környezet klímájához hasonló. Repedéseiben ízeltlábúak élnek. Jelenleg csak helyi jelentőségű az üreg. Az É-i, fülkeszerű, nagyobb része 1-2 személy bivakolására alkalmas. A törmelék kitermelésével lényegesen nagyobb barlangüreget lehetne megismerni.
Előfordul a barlang az irodalmában Hálóeresztői-kőfülke (Kordos 1984), Szarkádi IV. kup 1. ürege (Eszterhás 1984), Szarkádi IV. kúp 1. ürege (Eszterhás 1987), Szarkádi-mező gejzírkúpjának üregei (Eszterhás 1987), Szarkádi mező gejzírkúpjának üregei (Szenti, Eszterhás 2001), Tihanyi gejzirkup ürege (Eszterhás 1984), Tihanyi gejzírkúp ürege (Szenti, Eszterhás 2001), Tihanyi Szarkádi mező gejzirkupjának ürege (Eszterhás 1984), Tihanyi Szarkádi-mező gejzírkúpjának ürege (Szenti, Eszterhás 2001) és Tihany, Szarkádi-mező gejzírkúpjának üregei (Kordos 1984) neveken is. 1983-ban volt először Szarkádi-üregnek nevezve a barlang az irodalmában.

## Kutatástörténet
Bertalan Károly említette az üreget Magyarország barlangleltára című, 1976-ban befejezett kéziratában. Eszterhás István az 1983-ban készült tihanyi szpeleográfiai jelentésében említette a barlangot. A kéziratban lévő helyszínrajzon látható a barlang földrajzi elhelyezkedése. 1983-ban Eszterhás István és Jákói István mérték fel a barlangot, majd Eszterhás István a felmérés felhasználásával elkészítette a barlang alaprajz térképét és két metszet térképét. Az 1984-ben kiadott, Lista a Bakony barlangjairól című összeállításban Szarkádi-üreg a 4463-as barlangkataszteri területen, a Tihanyi-félszigeten, Tihanyban lévő barlang neve, amelynek további nevei Tihanyi gejzirkup ürege, Tihanyi Szarkádi mező gejzirkupjának ürege és Szarkádi IV. kup 1. ürege. A posztvulkánikus barlang 8×2 m-es és 2 m magas.
Kordos László 1984-ben megjelent könyvének országos barlanglistájában meg lett említve a Tihany, Szarkádi-mező gejzírkúpjának üregei kifejezés, ami a barlanglista szerint azonos a Hálóeresztői-kőfülkével. A listához kapcsolódóan látható a Déli-Bakony, a Balaton-felvidék és a Keszthelyi-hegység barlangjainak földrajzi elhelyezkedését bemutató 1:500 000-es méretarányú térképen az üregek földrajzi elhelyezkedése. A Hálóeresztői-kőfülke azonos a Szarkádi-sziklaeresszel, a Szarkádi-üreggel és a Szarkád-tetői-barlanggal.
1987-ben Eszterhás István írta le részletesen a barlangot. Az Eszterhás István által 1989-ben írt, Magyarország nemkarsztos barlangjainak listája című kéziratban az olvasható, hogy a Bakony hegységben, a 4463-as barlangkataszteri területen, Tihanyban lévő Szarkádi-üreg gejziritben alakult ki. A barlang 2,5 m hosszú és 0,7 m magas. A listában meg van említve az a Magyarországon, nem karsztkőzetben kialakult, létrehozott 220 objektum (203 barlang és 17 mesterséges üreg), amelyek 1989. év végéig váltak ismertté. Magyarországon 40 barlang keletkezett gejziritben. Az összeállítás szerint Kordos László 1984-ben kiadott barlanglistájában fel van sorolva 119 olyan barlang is, amelyek nem karsztkőzetben jöttek létre.
Az Eszterhás István által 1993-ban írt, Magyarország nemkarsztos barlangjainak lajstroma című kéziratban meg van említve, hogy a Bakony hegységben, a 4463-as barlangkataszteri területen, Tihanyban helyezkedik el a Szarkádi-üreg. A gejziritben keletkezett barlang 2,5 m hosszú és 0,7 m magas. Az összeállításban fel van sorolva az a Magyarországon, nem karsztkőzetben kialakult, létrehozott 520 objektum (478 barlang és 42 mesterséges üreg), amelyek 1993 végéig ismertté váltak. Magyarországon 40 barlang, illetve mesterségesen létrehozott, barlangnak nevezett üreg alakult ki, lett kialakítva gejziritben. A Bakony hegységben 123 barlang jött létre nem karsztkőzetben. A 2001. november 12-én készült, Magyarország nemkarsztos barlangjainak irodalomjegyzéke című kézirat barlangnévmutatójában szerepel a Szarkádi-üreg. A barlangnévmutatóban fel van sorolva 9 irodalmi mű, amelyek foglalkoznak a barlanggal.

## További irodalom
- Bertalan Károly: Bakonyi barlangok adatgyűjteménye. Kézirat. Veszprém, Budapest. 1932–1976. (A kézirat megtalálható az Országos Környezet- és Természetvédelmi Hivatal adattárában.)
- Eszterhás István: A Tihanyi-félsziget barlangkatasztere. Kézirat. Isztimér, 1984. 69–71., 130. oldal és egy oldal fényképmellékleten két fénykép. (A kézirat megtalálható a Magyar Karszt- és Barlangkutató Társulat Adattárában és a KvVM Barlang- és Földtani Osztályon.) (Néhány oldallal és fényképpel bővebb, mint az 1987-es nyomtatott változat. A kéziratot csak barlangonként szétdarabolva láttam.)
- Eszterhás István: A Bakony nemkarsztos barlangjainak genotipusai és kataszteri jegyzéke. Kézirat. Budapest, 1986. Szerződéses munka az Országos Környezet- és Természetvédelmi Hivatalnak.
- –: OKTH barlangkatalógus. Kézirat, 1975–1983. (18 karton a 25-től a 42. sorszámig tartalmazza a tihanyi barlangok egy részét.)